# Чавуси
Чауси (блр. Чавусы; рус. Ча́усы) је град у централном делу Могиљовске области у источном делу Републике Белорусије. Административни је центар Чавуског рејона.
Према процени из 2012. у граду је живело 10.741 становника.

## Географија
Град лежи на обалама реке Басје (притоке Сожа) и налази се на око 41 км од административног центра области града Могиљова.

## Историја
Први писани помен насеља Чауси датира из 1581. године и у њему се ово насеље помиње као село у саставу Могиљовске економије Литванске Кнежевине.
Пољски краљ Сигмунд III је 1604. насељу доделио Магдебуршко право чиме Чавуси добијају статус слободног краљевског града.
Град 1772. након распада Пољске улази у састав Руске Империје, а 5 година касније постаје и административни центар округа.
У граду је 1880. живело 4.679 становника, од чега су нешто више од половине били Јевреји.

## Становништво
Према процени, у граду је 2012. живело 10.741 становника.
| 1979.  | 1989.  | 1999.  | 2009.  | 2012.  |
| ------ | ------ | ------ | ------ | ------ |
| 10.027 | 12.460 | 12.460 | 10.692 | 10.741 |